# Древлянка (зупинний пункт)
Древлянка — пасажирський залізничний  зупинний пункт Коростенської дирекції Південно-Західної залізниці на електрифікованій лінії Київ — Коростень між станціями Шатрище (2,8 км) та Коростень (3,3 км). Розташована в місті Коростень Житомирської області.

## Історія
Лінія, на якій розташований зупинний пункт, відкрита 1902 року як складова залізниці Київ — Ковель. Найімовірніше зупинний пункт відкритий у 1983 році, під час електрифікації лінії коростеньського напрямку.

## Пасажирське сполучення
На зупинному пункті Древлянка зупиняються приміські електропоїзди сполученням Київ — Коростень.